# Jeziorki (Warszawa)
Jeziorki – dawna wieś, obecnie osiedle w dzielnicy Ursynów w Warszawie. Dwa obszary Miejskiego Systemu Informacji: Jeziorki Północne i Jeziorki Południowe oraz dwie części miasta według Krajowego Rejestru Urzędowego Podziału Terytorialnego Kraju: Nowe Jeziorki i Jeziorki Polskie. Jednostka pomocnicza gminy Warszawa-Ursynów pn. Osiedle Jeziorki.

## Położenie i charakterystyka
Jeziorki to dawna wieś, a obecnie osiedle oraz dwa obszary Miejskiego Systemu Informacji (MSI) położone na południowo-zachodnim Ursynowie. Granica pomiędzy obszarami przebiega wzdłuż ulicy Baletowej. Jeziorki Północne od północy ograniczone są bocznicą kolejową metra do Stacji Techniczno-Postojowej Kabaty, od wschodu ulicą Farbiarską, od zachodu granicą miasta. Granica Jeziorek Południowych na wschodzie przebiega ulicami Farbiarską, Kobzy i Klarnecistów, następnie przez teren szkoły (od zachodu), i dalej ulicami Karczunkowską, Sarabandy i Puławską. Na południu i zachodzie przebiega wzdłuż granicy miasta. Jeziorki Północne graniczą z obszarami MSI Grabów i Pyry, Jeziorki Południowe natomiast z obszarem MSI Dąbrówka. Zewnętrznie graniczą z gminami Lesznowola i Raszyn. Wchodzą w skład tzw. Zielonego Ursynowa.
Według Krajowego Rejestru Urzędowego Podziału Terytorialnego Kraju na obszar składają się dwie części miasta: Nowe Jeziorki o identyfikatorze 0918459 oraz Jeziorki Polskie o identyfikatorze 0918270. Według państwowego rejestru nazw geograficznych na terenie obszarów MSI zlokalizowane są części miasta: Dawidy Zwykłe, Ludwinów, Jeziorki Północne, Jeziorki Polskie, Nowe Jeziorki, Zgorzała nad Jeziorem, Jeziorki Południowe, Dawidy Poduchowne i Jeziorki.
Jeziorki leżą w większości w zlewni Rowu Jeziorki, a także Potoku Służewieckiego (jego dopływu – Kanału Grabowskiego). Znajdują się tu liczne zbiorniki wodne m.in. jezioro Zgorzała i stawy Wąsal, Pozytywka, Nowe Ługi, Krosno, Czyste, Kądziołeczka, Łużek i Szyja.
Przez osiedle przebiegają linie kolejowe nr 8 i nr 937, na których znajdują się przystanki kolejowe Warszawa Dawidy i Warszawa Jeziorki. Wyznaczono także drogę ekspresową S7, na której zlokalizowano węzeł drogowy Warszawa Lotnisko (według Państwowego Rejestru Nazw Geograficznych – węzeł Warszawa-Południe).
Powierzchnia Jeziorek w granicach jednostek pomocniczych „Osiedla Jeziorki” i „Osiedla Etap”, które łącznie pokrywają się z obszarami MSI, wynosi ok. 825 hektarów. Jest to teren z przeważającą zabudową mieszkaniową jednorodzinną, występują też tereny rolnicze.
W obrębie Jeziorek Północnych znajduje się cmentarz w Pyrach, natomiast w Jeziorkach Południowych – cerkiew prawosławna pw. św. Sofii Mądrości Bożej (ul. Puławska 568).

## Historia
Wieś Jeziorki powstała w XV wieku poprzez wyodrębnienie części nieistniejącej już wsi Gramnica. W przeszłości miejscowość wzmiankowano jako: Grambnicze circa lacum (1421 rok), Grambnicze dicta Jeszyora (1424), Jezorky alias Grampnicze (1460), Jesyorki (1507), Jezyorky (1521) i Jezierkowicze (1533). Nazwa Jeziorki ma charakter topograficzny.
W XVI wieku wieś weszła we władanie rodziny Jeziorkowskich herbu Radwan (m.in. Piotr i Wacław Jeziorkowscy w latach 1606–1615). W 1528 roku powierzchnia wsi wynosiła ok. 50 hektarów (3 łany). W 1602 roku należała do parafii w Raszyńcu (obecnie Raszyn).
Zabudowania Jeziorek uległy zniszczeniu w czasach potopu szwedzkiego. W drugiej połowie XVII wieku część wsi o powierzchni ok. 9 hektarów została zakupiona przez kanonika warszawskiego o nazwisku Czyżewski i włączona w dobra Dawidy. Według stanu wiedzy na 1729 rok w skład Jeziorek wchodziło 10 domów. Na początku XIX wieku osiedli się tu koloniści niemieccy. Od tej pory miejscowość dzieliła się na Jeziorki Polskie i Jeziorki Niemieckie. Jeziorki Niemieckie liczyły w 1827 roku 10 domów i 110 mieszkańców, w 1905: 12 domów i 82 mieszkańców, a w 1921 roku 12 domów i 80 mieszkańców. Jeziorki Polskie w 1905 roku to 13 domów i 209 mieszkańców, a w 1921: 19 domów i 194 mieszkańców. Historyczna część Jeziorek wchodzi w większości w skład obszaru MSI Jeziorki Północne.
W dniu 14 maja 1951 rozporządzeniem Rady Ministrów miejscowość została włączona w granice administracyjne Warszawy. Początkowo wchodziła w skład Mokotowa, a od marca 1994 roku znajduje się w granicach Ursynowa. W grudniu 1996 Rada Gminy Warszawa-Ursynów powołała jednostkę pomocniczą gminy Warszawa-Ursynów „Osiedle Jeziorki”. Jego statut został uchwalony w 2013 roku. W 1998 roku utworzono obszary MSI Jeziorki Północne i Jeziorki Południowe.

## Galeria
| - Staw Pozytywka - Przystanek osobowy Warszawa Jeziorki - Cerkiew prawosławna św. Sofii Mądrości Bożej - Cmentarz w Pyrach |